# Municipio de Central (Illinois)
El municipio de Central (en inglés: Central Township) es un municipio ubicado en el condado de Bond en el estado estadounidense de Illinois. En el año 2010 tenía una población de 8013 habitantes y una densidad poblacional de 83,23 personas por km².

## Geografía
El municipio de Central se encuentra ubicado en las coordenadas 38°52′12″N 89°25′54″O / 38.87000, -89.43167. Según la Oficina del Censo de los Estados Unidos, el municipio tiene una superficie total de 96.28 km², de la cual 96.18 km² corresponden a tierra firme y (0.1%) 0.1 km² es agua.

## Demografía
Según el censo de 2010, había 8013 personas residiendo en el municipio de Central. La densidad de población era de 83,23 hab./km². De los 8013 habitantes, el municipio de Central estaba compuesto por el 83.46% blancos, el 11.47% eran afroamericanos, el 0.8% eran amerindios, el 0.64% eran asiáticos, el 0.02% eran isleños del Pacífico, el 0.52% eran de otras razas y el 3.08% pertenecían a dos o más razas. Del total de la población el 5.53% eran hispanos o latinos de cualquier raza.